# Alcatel Space
Alcatel Space fut un des leaders mondiaux dans la construction de satellites artificiels de 1998 à 2005. Alcatel Space naît en 1998 par fusion des activités spatiales de l'entité Alcatel Espace d'Alcatel, fabriquant principalement des charges utiles de satellites de télécommunication, avec les activités satellites d'Aerospatiale, fournisseur des plates-formes Spacebus et Proteus et des séries Meteosat et avec les activités spatiales (Division Espace) de Sextant Avionique, pour créer la société Alcatel Space Industries (ASI) filiale d'Alcatel (51 %) et de Thales (49 %).  En 2001, après rachat des parts de Thales, Alcatel Space Industries redevient filiale à 100 % d'Alcatel.
En 2005, elle fusionne avec l'industrie spatiale italienne et devient Alcatel Alenia Space dont le siège opérationnel  était implanté à Cannes. L'année suivante, Alcatel revend ses parts à Thales (opération inverse de 2001) et la société devient  Thales Alenia Space.

## Filiales
En 2005, Alcatel Space emploie plus de 4 000 personnes dans six sites industriels dans trois pays (France, Espagne, Belgique) :
- à Cannes, France, où se passe l'intégration finale des satellites ;
- à Nanterre, France ;
- à Toulouse, France ;
- à Hoboken, Belgique ;
- à Charleroi, Belgique, l'ancienne ETCA ;
- à Madrid, Espagne.

## Structure juridique
- Alcatel Alenia Space (siren 439-990-748) devient Thales Alenia Space.
- Alcatel Alenia Space France (siren 414-725-101) devient Thales Alenia Space France.
- Alcatel Space Industries (siren 327-948-055) est radiée du registre du commerce et des sociétés le 15 novembre 2002[2].

## Dirigeants
- Jean-Claude Husson
- Pascale Sourisse

## Formation des jeunes
Alcatel Space s'implique dans la formation des jeunes aux techniques spatiales. En 1998, reprenant les activités satellites d'Aerospatiale à Cannes, elle poursuit l'action engagée avec l'Association PARSEC. Son PDG, Jean-Claude Husson, re-signe, le 23 juin 2001, lors du salon du Bourget, la convention de partenariat.